# Tokugawa (Owari)

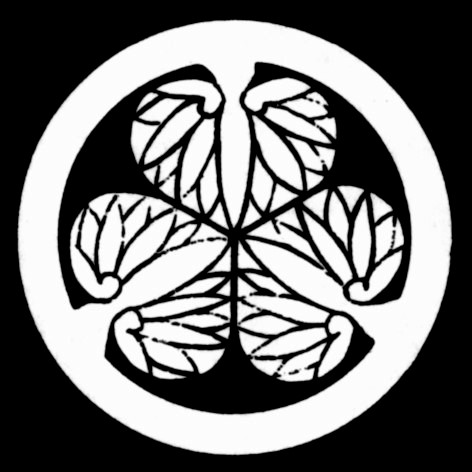
Wappen der Tokugawa

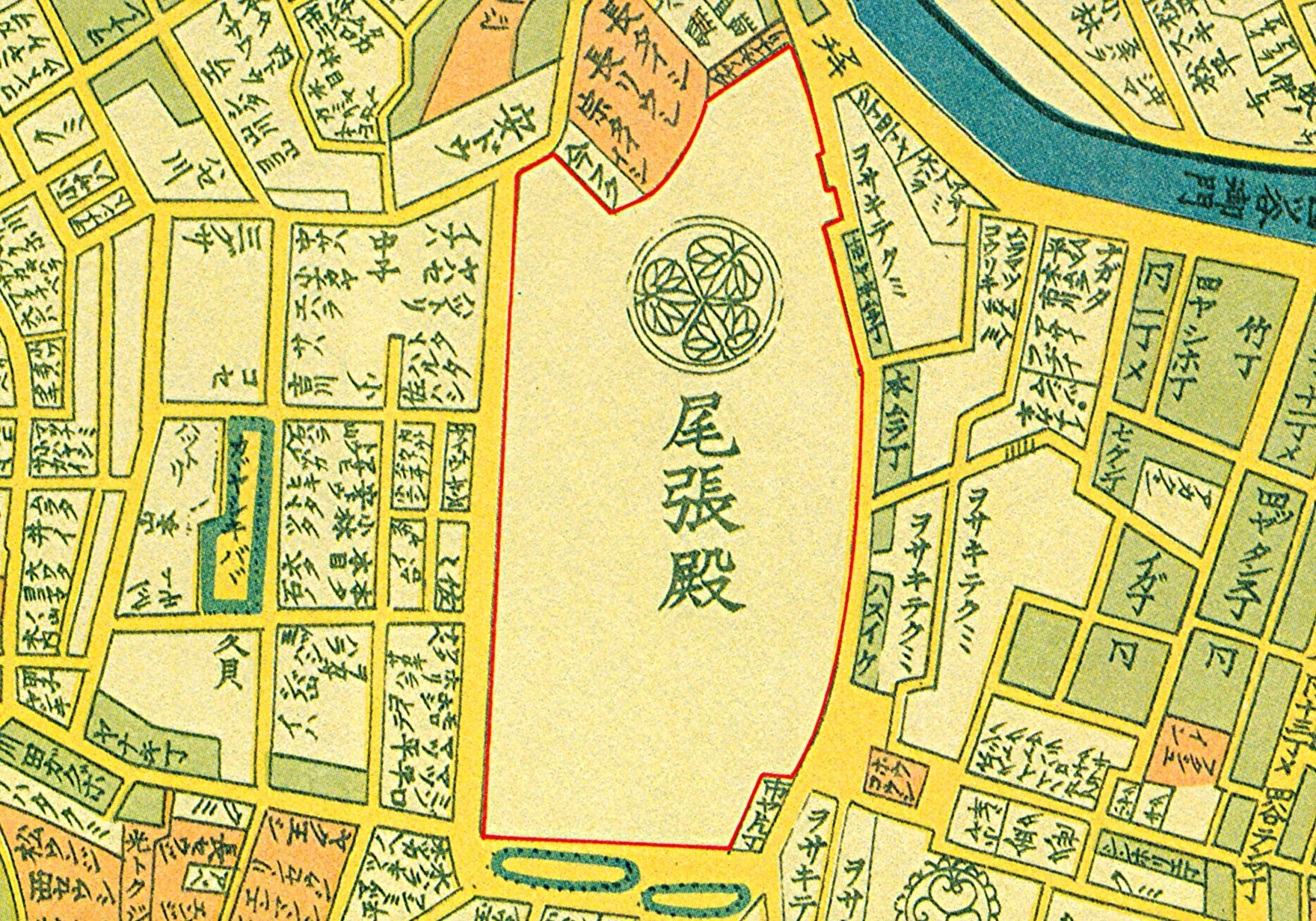
Owari-Residenz in Edo.

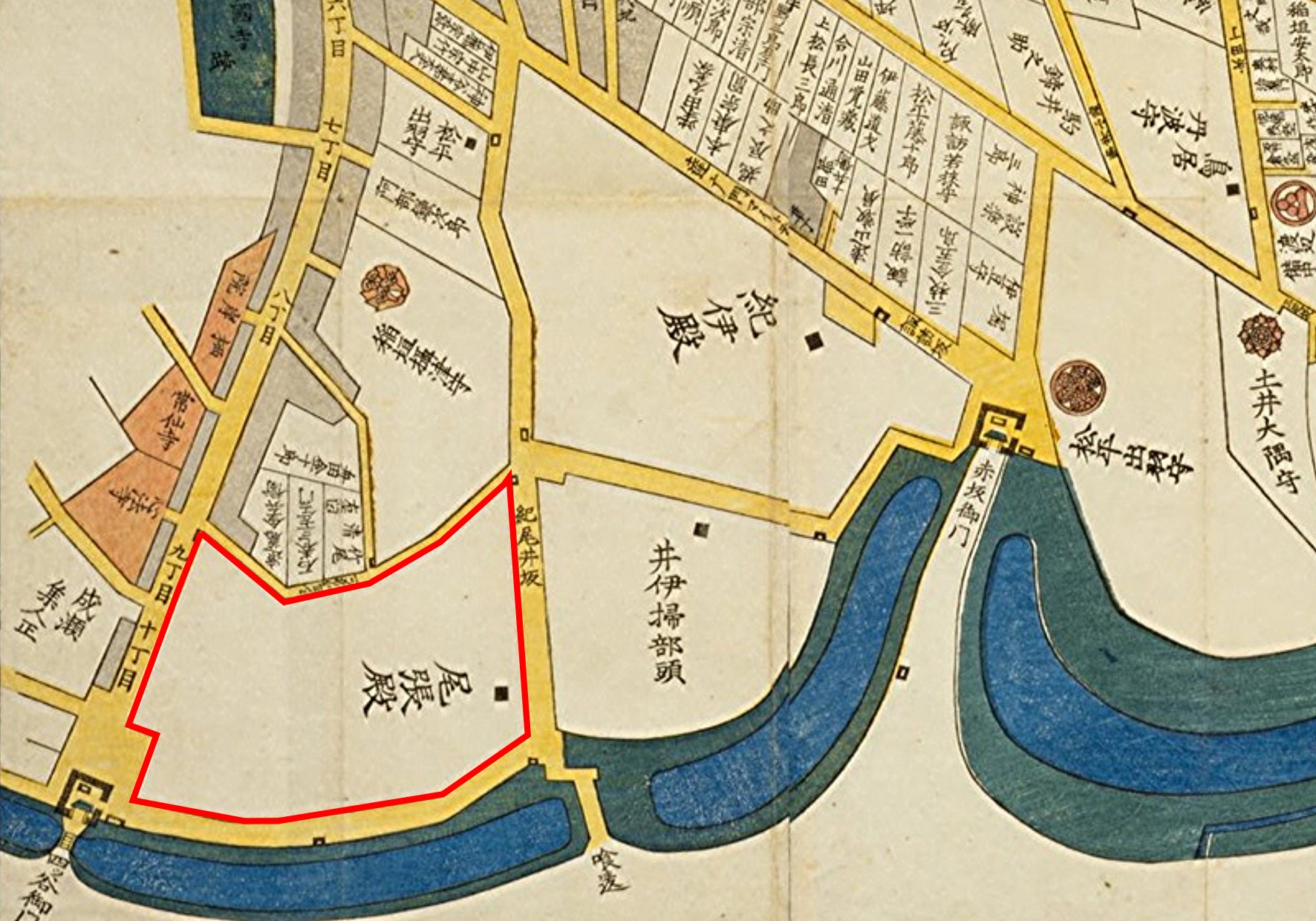
Owari-Nebenresidenz in Edo.

Die Owari-Tokugawa (japanisch 尾張徳川家, Owari Tokugawa-ke) waren eine der drei Familien, die von den jüngsten Söhnen Tokugawa Ieyasus abstammten und damit zu den Shinpan-Daimyō gehörten. Mit einem Einkommen von 250.000 Koku waren sie die größte der drei Zweigfamilien (Gosanke).
Die Kunstschätze der Familie werden im Tokugawa-Kunstmuseum ausgestellt. Die Verwaltung der Besitztümer der Familie wird heute durch die gemeinnützige Stiftung Tokugawa Reimeikai (徳川黎明会) wahrgenommen, deren Vorsitzender das Oberhaupt der Owari-Tokugawa ist.

## Genealogie

### Hauptlinie
- Yoshinao (義直, 1600–1650), siebter Sohn Tokugawa Ieyasus, erhielt 1603 das Lehen Fuchū (Suruga) mit 250.000 Koku. 1607 wurde er auf die Burg Kiyosu (Owari) mit 555.000 Koku versetzt. Ieyasu erbaute die Burg von Nagoya, die dann 1610 Yoshinao übernahm. Dort residierten er und seine Nachkommen mit 619.500 Koku bis 1868.
- Yoshikatsu (慶勝, 1824–1883) war der letzte Daimyō dieser Linie. Er erhielt nach 1868 den Titel Fürst.

### Matsudaira (Owari)
- Matsudaira Yoshiyuki (松平義行, 1641–1711), ein Enkel Yoshinaos, erhielt das Lehen Takasu (高須藩, Mino)[A 3], wo er und seine Nachkommen bis 1868 in einem Festen Haus (jinya) mit einem Einkommen von 30.000 Koku residierten. Nach 1868 Vizegraf.

- Matsudaira Yoshimasa (松平義昌, 1651–1713), ein weiterer Enkel Yoshinaos, erhielt das Lehen Yanagawa (梁川藩) (Mutsu), wo er und seine Nachkommen bis 1729 in einem Festen Haus mit einem Einkommen von 30.000 Koku residierten. Danach führte der amtierende Daimyō als Tokugawa Muneharu (1696–1764) die Hauptlinie in Nagoya weiter.